# Passage du Chantier
Le passage du Chantier est une voie du 12e arrondissement de Paris, en France.

## Situation et accès
Située dans le quartier des Quinze-Vingts le passage du Chantier débute au 53, rue de Charenton et se termine au 66, rue du Faubourg-Saint-Antoine.

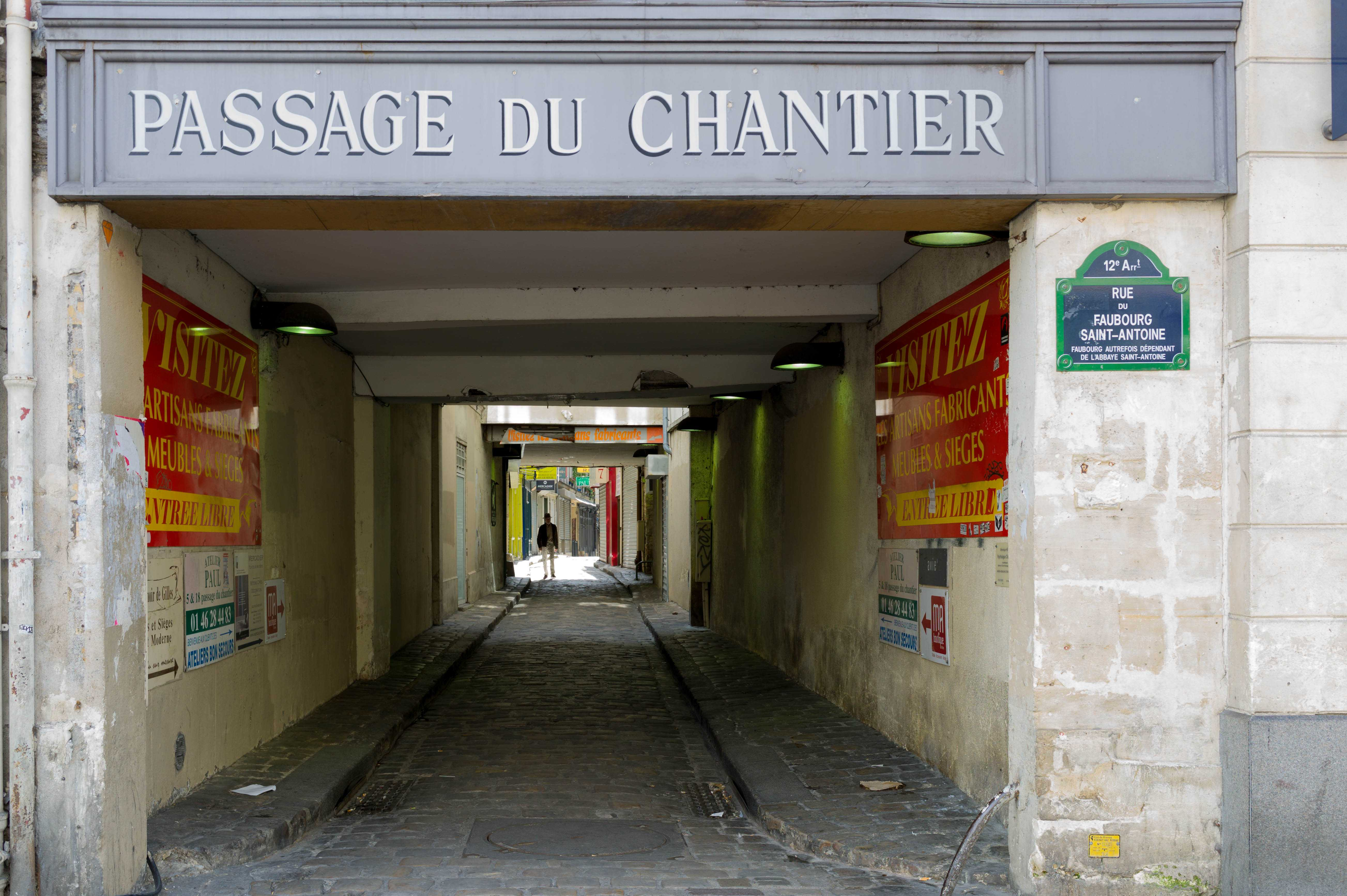
Entrée par la rue du Faubourg-Saint-Antoine.
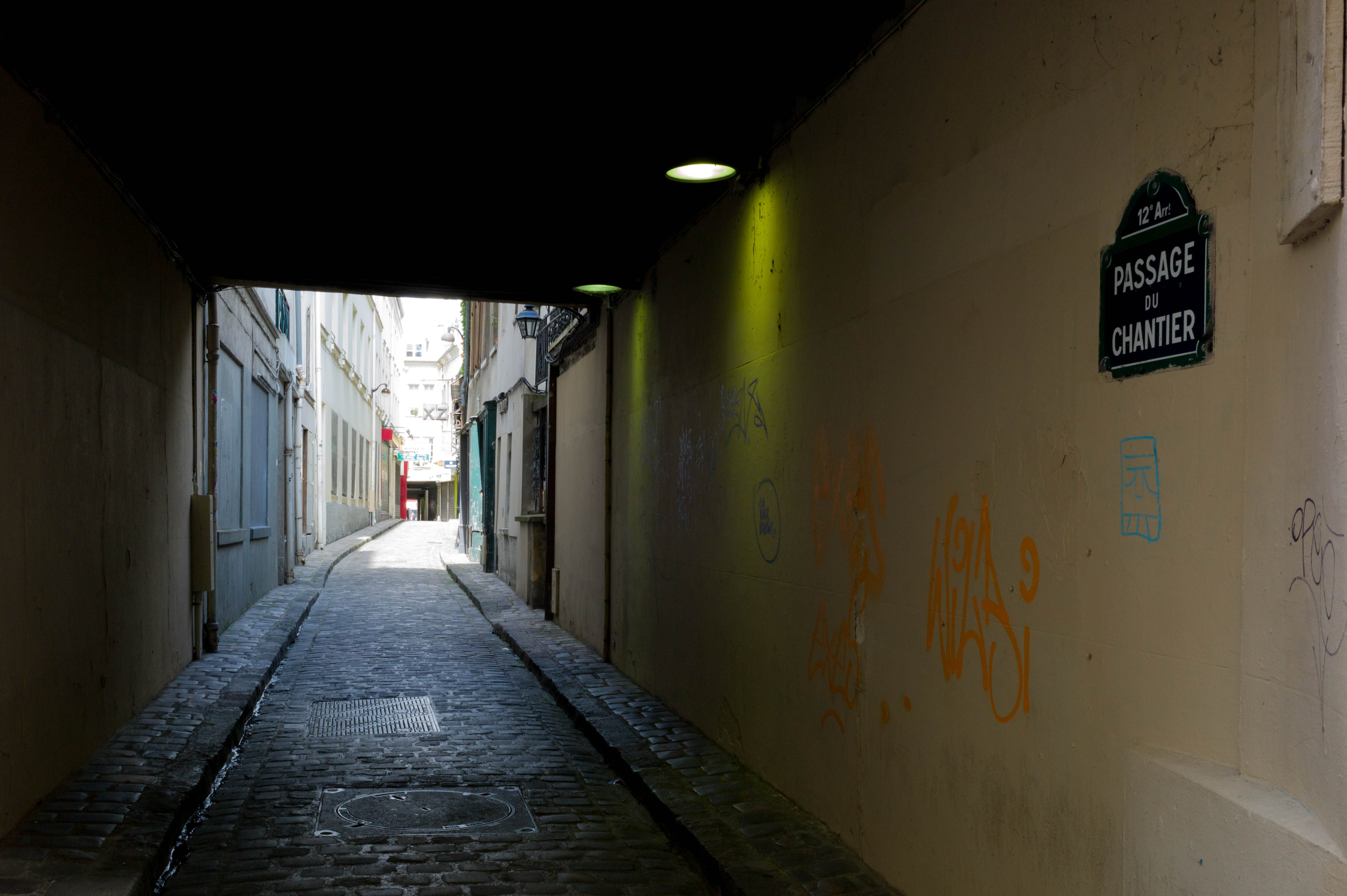
Entrée par la rue de Charenton.

## Origine du nom
Le nom du passage fait référence à un chantier de bois à brûler qui y était installé. Héritière de la tradition du faubourg, cette voie accueille encore de nombreux marchands de meubles.

## Historique
Ce passage est ouvert en 1842 et classé dans la voirie parisienne par arrêté municipal du 9 février 1995. 

## Bâtiments remarquables et lieux de mémoire
Étroit, parfois sombre, le passage du Chantier est néanmoins très coloré, avec de nombreuses enseignes. Ici, de petites arrière-cours minuscules servent de courettes d'exposition aux fabricants de meubles, aux ateliers de tapisserie d'ameublement, de copie de meubles de style ou de restauration.

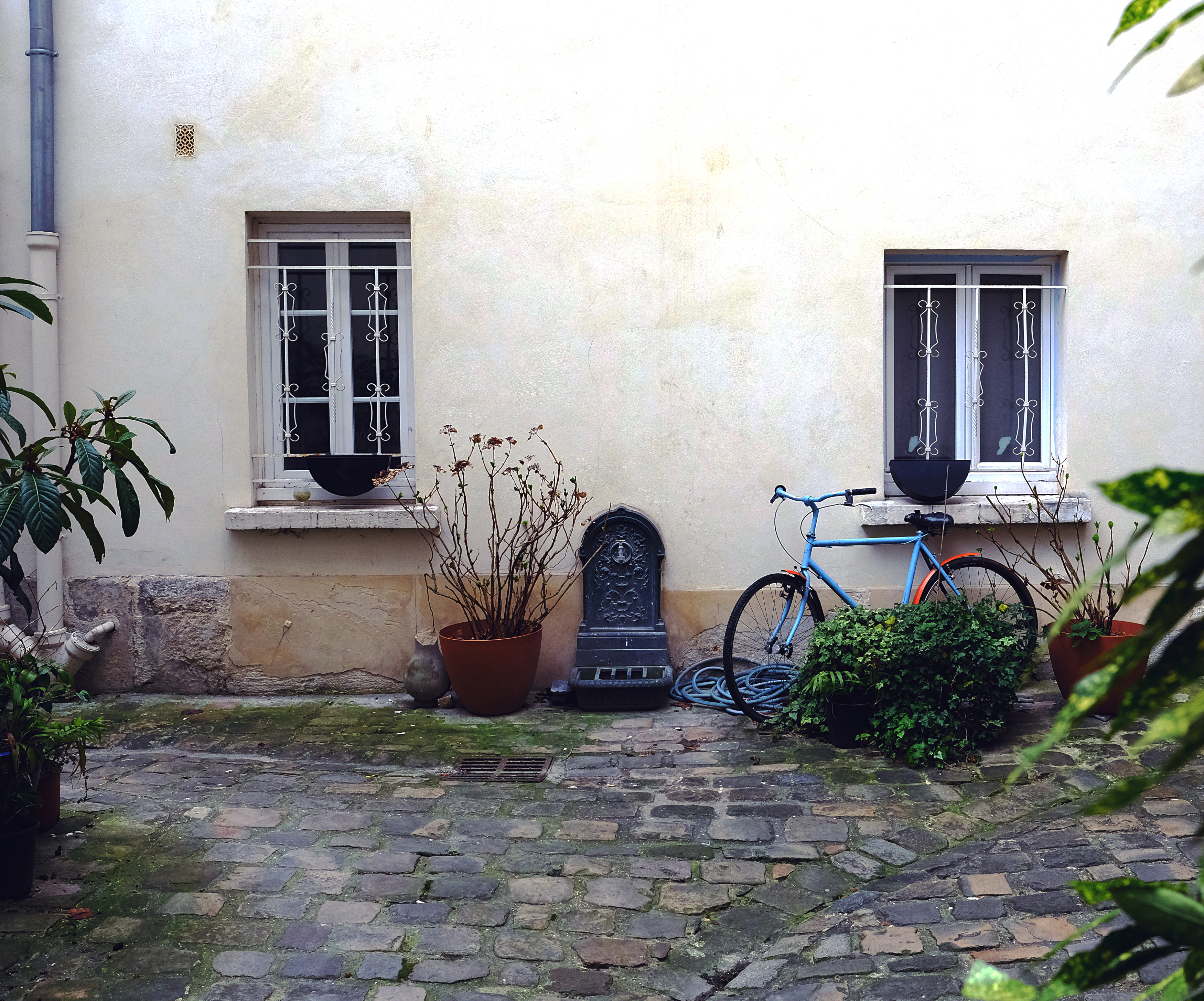
Un exemple de cour intérieure (n°2 : cour avec fontaine).
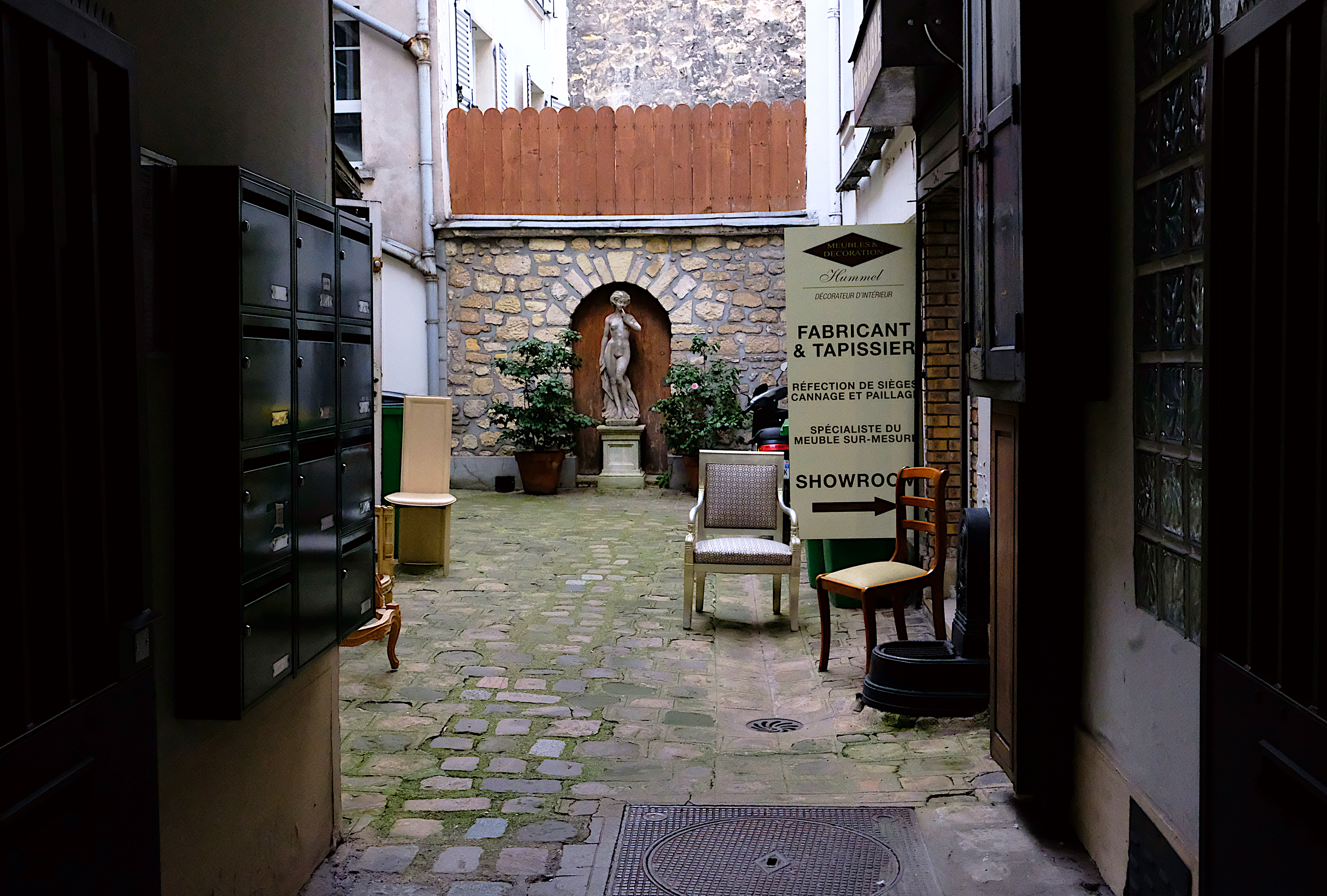
Autre cour intérieure.

Cette voie affiche également quelques exemples d'art urbain.
